# Lobito

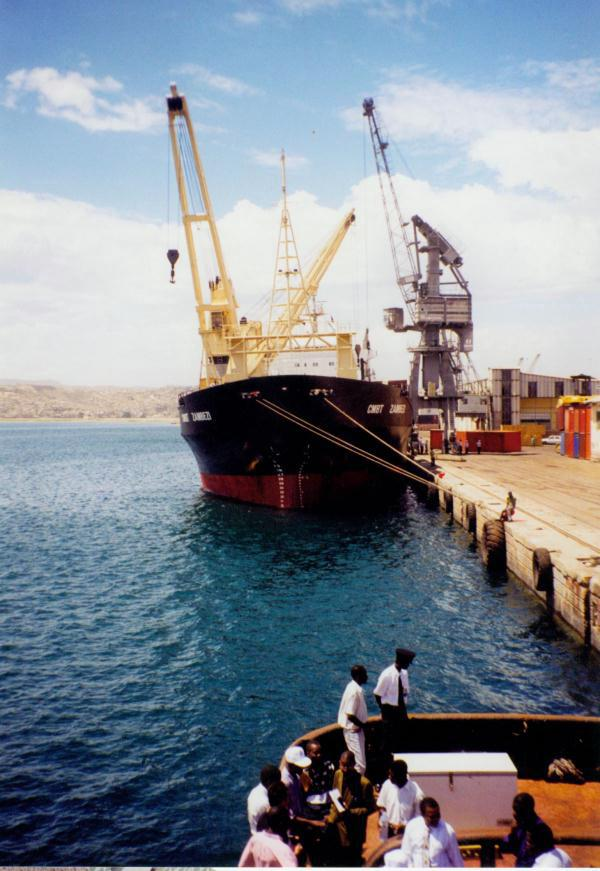
Particolare del porto di Lobito

Lobito è un comune dell'Angola situato nell'omonimo municipio della provincia di Benguela.

## Geografia fisica
La città è situata nell'Angola centro-occidentale nella provincia di Benguela a circa 27 km a nord della città di Benguela. La città si è sviluppata grazie alla sua posizione nei pressi uno dei migliori porti naturali sulla costa atlantica dell'Africa.
Lobito ha 142 105 abitanti.

## Storia
La data di fondazione della città si può far risalire al 1843 quando i portoghesi istituirono il municipio (conselho) e costruirono un forte.
Nel 1902 fu stipulato dal governo portoghese un contratto per la costruzione di una linea ferroviaria che avrebbe collegato Lobito con gli altopiani interni. Nel 1928 fu completata la costruzione delle infrastrutture portuali e l'anno successivo fu completata la ferrovia che congiunse il porto di Lobito con la ricca regione minerarie del Katanga, nell'allora Congo belga. Nel 1957 furono prolungate le banchine del porto per più di un km.

## Economia
Lobito è il porto principale dell'Angola con un molo di circa 5 km di lunghezza.
La città oltre ad essere collegata tramite ferrovia allo Repubblica Democratica del Congo, era collegata anche con le zone minerarie dello Zambia e dello Zimbabwe, e da lì fino al porto mozambicano di Beira sull'Oceano Indiano.
Ma per il prolungarsi della guerra civile in Angola di questo network ferroviario è attualmente in funzione solo il breve tratto fino a Benguela. Il ripristino della linea ferroviaria è una delle necessità prioritarie per il porto di Lobito.
Tramite il porto vengono esportati prodotti agricoli e minerali. La città ha varie industrie. Le principali sono attive nella raffinazione di petrolio, nella cantieristica, nella produzione di cemento e nella manifattura dei tabacchi. Importante è l'estrazione di sale marino.
La città è servita da un aeroporto.